# Peter Budschun
Peter Budschun (* 30. Juli 1940 in Königsberg) ist ein deutscher Politiker der SPD und Polizeibeamter.

## Ausbildung und Beruf
Peter Budschun macht 1955 eine Ausbildung zum Bergmann auf der Zeche General Blumenthal. Am 1. April 1958 wird er Bergbauknappe und Konzernjugendsprecher der Hibernia AG. Ab 1962 beginnt er eine polizeiliche Ausbildung auf der Landespolizeischule „Carl Severing“. 1971 legte er die II. Fachprüfung zum Polizeikommissar ab. 1994 wurde er erster Polizeihauptkommissar und Leiter der Polizeiwache Nord in Castrop-Rauxel.

## Politik
Peter Budschun ist seit 1959 Mitglied der SPD. Von 1966 bis 1990 war er Vorsitzender des SPD-Ortsvereins Recklinghausen-Süd. Er war ab 1975 Mitglied des Rates der Stadt Recklinghausen und dort ab 1987 Vorsitzender der SPD-Fraktion.
Direkt gewähltes Mitglied des 12.  und 13. Landtages von Nordrhein-Westfalen war er von 1995 bis 2005.